# Juan Martín de Pueyrredón
Juan Martín de Pueyrredón (Buenos Aires, 18 dicembre 1776 – Buenos Aires, 13 marzo 1850) è stato un militare e politico argentino.
Fu uno dei protagonisti della resistenza all'invasione inglese di Buenos Aires del 1806 e in seguito dell'indipendenza argentina; ricoprì per quasi tre anni la carica di Direttore Supremo delle Province Unite del Río de la Plata.

## Biografia
Figlio del commerciante di origine francese Juan Martín de Pueyrredón y Labroucherie e di Rita Damasia O'Doghan y Martinez de Soria, di ascendenze irlandesi, non riuscì a concludere gli studi a causa della morte del padre, che lo spinse ad occuparsi degli interessi della famiglia. In seguito viaggiò in Spagna e in Francia, dove studiò letteratura, filosofia e storia a Parigi.
Si trovava a Buenos Aires quando nel 1806 il generale inglese William Beresford occupò la città; Pueyrredón si rifugiò nella campagna, dove cominciò ad arruolare e addestrare un corpo di volontari per riprendere il possesso della città. Dopo essere stato sconfitto in un combattimento a Perdriel unì le sue forze a quelle del viceré Santiago de Liniers e riconquistò Buenos Aires il 12 agosto.
Fu in seguito nominato rappresentante del cabildo di Buenos Aires presso il governo di Madrid; tornato nel Río de la Plata, dovette sfuggire all'ordine di cattura emesso dal governatore di Montevideo Francisco Javier de Elío per le sue idee indipendentiste. In seguito intraprese una missione in Brasile per convincere Carlotta Gioacchina, sorella di Ferdinando VII, ad assumere la corona argentina.
Dopo la Rivoluzione di Maggio Pueyrredón fu nominato governatore di Córdoba nel 1810 e l'anno seguente comandante dell'Esercito del Nord, destinato all'invasione dell'Alto Perù. Nell'aprile del 1812 fu sostituito nell'incarico da Manuel Belgrano e tornò a Buenos Aires, dove entrò a far parte del Primo Triumvirato. La caduta di quest'ultimo lo portò in esilio a San Luis, dove ebbe modo di conoscere San Martín, allora governatore di Mendoza, in procinto di attraversare le Ande con il suo esercito. Nel 1816 fu inviato al Congresso di Tucumán in qualità di deputato; poco dopo, con l'appoggio di San Martín, fu nominato dalla stessa assemblea Direttore Supremo.
Nella sua nuova posizione Pueyrredón appoggiò il piano della campagna militare in Cile di San Martín, fornendogli armi, truppe e denaro; sul piano interno si comportò in modo autoritario, mandando in esilio alcuni oppositori, tra i quali Manuel Dorrego. Ordinò lo spostamento del Congresso a Buenos Aires e si oppose fortemente alle istanze federaliste delle province, facendo invadere quelle ribelli dall'esercito nazionale. Non riuscendo a piegare la resistenza di Artigas nella Banda Oriental, non si oppose all'invasione luso-brasiliana della stessa.
La ribellione della provincia di Santa Fe lo spinse nel 1819 ad inviare contro i ribelli un nuovo esercito al comando di Juan José Viamonte; questi però accettò l'armistizio proposto dal governatore provinciale López, confermato pochi giorni dopo dalla firma di un trattato tra lo stesso López e Belgrano. Ormai privato di ogni prestigio, Pueyrredón si dimise il 17 aprile.
Dopo il fallimento del suo successore José Rondeau i vari caudillos provinciali chiesero il suo arresto, ma Pueyrredón riuscì a fuggire a Montevideo, da dove tornò l'anno successivo per ricoprire alcuni incarichi minori; nel 1829 tentò senza successo di mediare tra Lavalle e Rosas. Nel 1835 partì ancora una volta per l'esilio, dal quale tornò nel 1849; morì a Buenos Aires pochi mesi dopo il suo ritorno.